# دم‌جنبانکان
دم‌جنبانکان (نام علمی: Motacillidae) نام یک تیره از راسته گنجشک‌سانان است.